# Аванті-варман
Аванті-варман (Анантаварман) (д/н —600) — 3-й магараджахіраджа Маукхарі у 575/586—600 роках. З одного боку державу було розширено на південь, північний захід і південний захід. Проте було втрачено владу на більшій території Маґадги.

## Життєпис
Походив з династії Маукхарі. Син магараджахіраджи Шарвавармана. Відомостей про нього обмаль. Навіть суперечною є дата сходження на трон: 575 або 586 рік. Невдовзі стикнувся з повстанням Магасенагупти в Маґадгі, що уклав союз з державою Гауді. Спроби його подолати виявилися невдалими. Тоді укладає союз з Сустхітаварманом, магараджею Камарупи.
Разом з тим набуває ваги Прабхакаравардхана, магараджа Шрікантхи, з яким Аванті-варман породичався. Ймовірно саме Прабхакаравардхана стає головним полководцем держави, оскільки брав участь у походах проти держав Майнтрака і Рай, у війнах з Калачура й Чалук'я. Наслідком цього стало розширення влади Аванті-вармана до Гуджарату і Сінду включно. В написах його називають наймогутнішим володарем Північної Індії та серед Маукхарі.
Значну увагу приділяв будівельній діяльності, підтримці індуїзму. Так, він освятив індуїстські мурті вайшнавізму, шайвізму та шактизму в трьох печерах Гопіка з відповідним написом (поблизу міста Бодх-Гая). У написі сказано, що Авантіварманом присвячено статуї богині Кат'яяні (Дурга-Махішасурамардіні).
Помер 600 року. Йому спадкував син Грахаварман.